# 朱迪斯盆地縣 (蒙大拿州)
朱迪斯盆地縣（英語：Judith Basin County）是美國蒙大拿州中部的一個縣。面積4,845平方公里。根据美國2000年人口普查，共有人口2,329人。治所史丹福 (Stanford)。
成立於1920年12月10日。縣名來自朱迪斯河。